# Dollard-des-Ormeaux
Dollard-des-Ormeaux (2002–2022 officiellt Dollard-Des Ormeaux) är en stad (kommun av typen ville) i provinsen Québec i Kanada. Den ligger i regionen Montréal, i den sydöstra delen av landet, 150 km öster om huvudstaden Ottawa.
Staden är officiellt tvåspråkig (franska och engelska), med 45 % engelsktalande och 20 % fransktalande (modersmålstalare) vid folkräkningen 2021.